# Rhabdamia spilota
Rhabdamia spilota és una espècie de peix pertanyent a la família dels apogònids.

## Descripció
- Pot arribar a fer 6 cm de llargària màxima.
- Cos semitransparent i blanquinós.
- 7 espines i 9 radis tous a l'aleta dorsal i 2 espines i 12 radis tous a l'anal.
- Nombre de vèrtebres: 24.[5][6]

## Alimentació
Menja durant el dia zooplàncton.

## Hàbitat
És un peix marí, associat als esculls i de clima tropical que viu entre 20 i 55 m de fondària.

## Distribució geogràfica
Es troba al Pacífic occidental central: Bali (Indonèsia).

## Observacions
És inofensiu per als humans.